# Ninth Avenue (Manhattan)

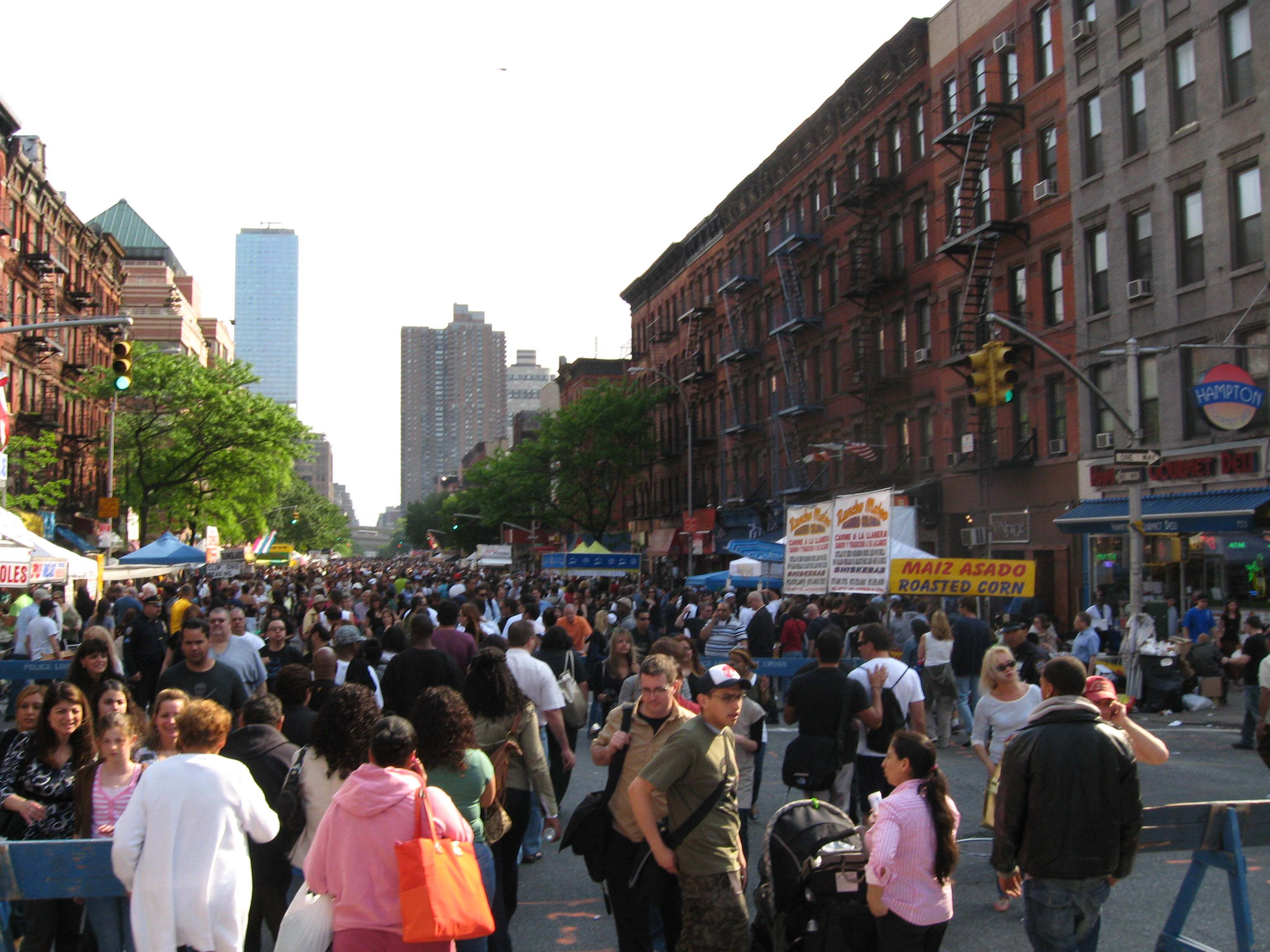
Ninth Avenue Food Festival

Die Ninth Avenue (nördlich der West 59th Street: Columbus Avenue) ist eine Durchgangsstraße auf der West Side Manhattans in New York City.

## Verlauf

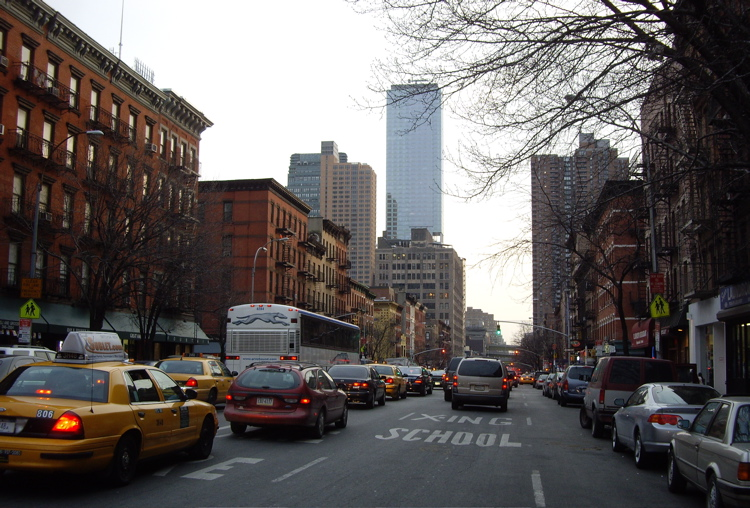
Die Ninth Avenue auf Höhe der 49th Street Richtung Süden

Die Ninth Avenue ist eine Einbahnstraße, so dass der Verkehr hier auf ganzer Länge Richtung Süden verläuft. Sie entspringt unmittelbar südlich der West 14th Street an der Gansevoort Street im Meatpacking District und erstreckt sich über 45 Blocks Richtung Norden bis zur Kreuzung an der West 59th Street, wo sie – wie die anderen Avenues der West Side – umbenannt wird. Fortan heißt sie „Columbus Avenue“ nach Christoph Columbus bis zur West 110th Street, wo sie erneut umbenannt wird – diesmal in Morningside Drive, der im Norden durch Morningside Heights bis zur 122nd Street verläuft. Später taucht die Ninth Avenue wieder in zwei kurzen Teilstücken auf: zwischen der 201st und 208th Street sowie zwischen der 215th und 225th Street. 2008 wurde die Ninth Avenue zwischen der 31st Street und 14th Street umgestaltet und ein Fahrradweg auf der Westseite der Straße zwischen dem Randstein und der Parkspur angelegt.

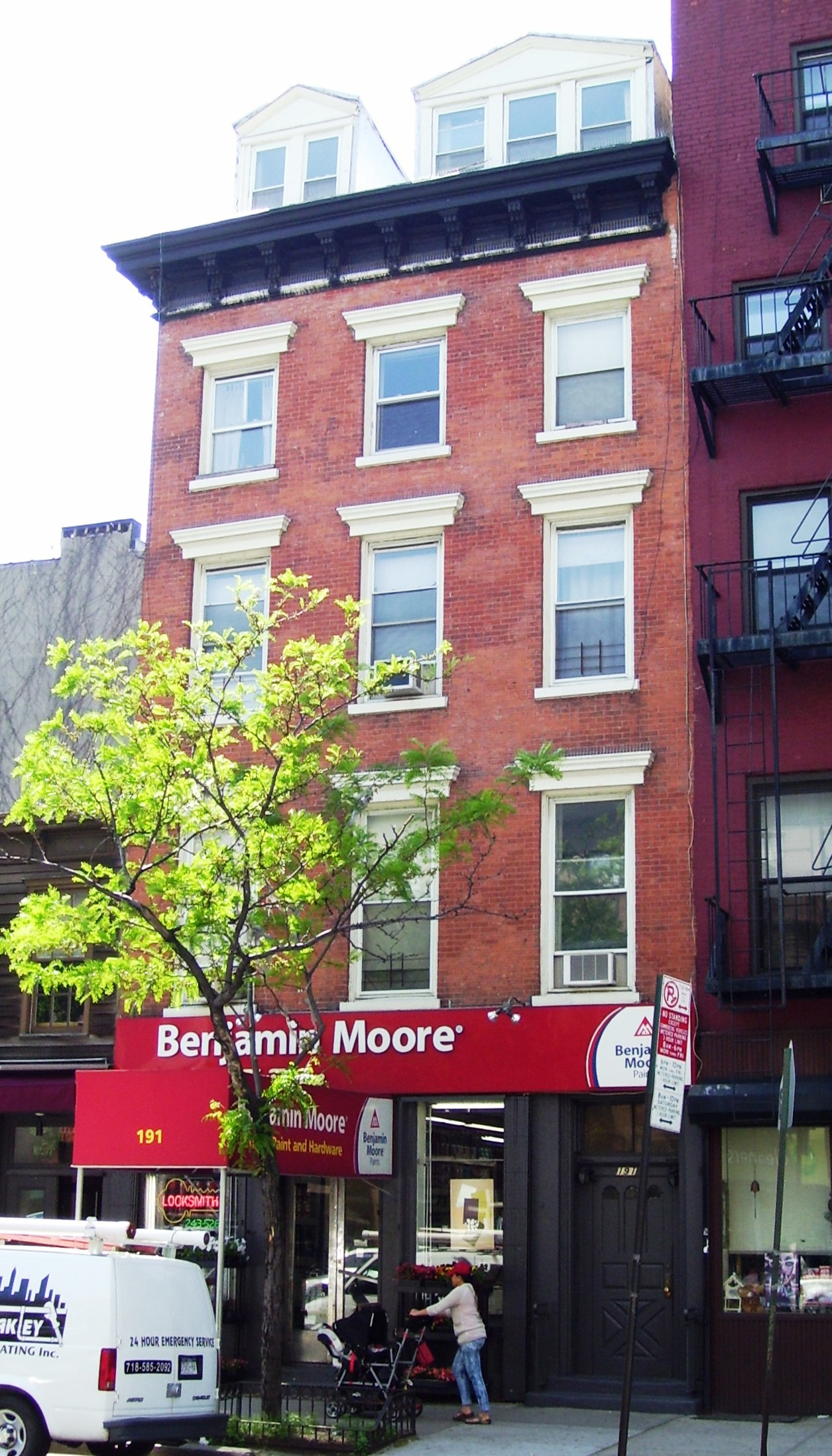
191 Ninth Avenue

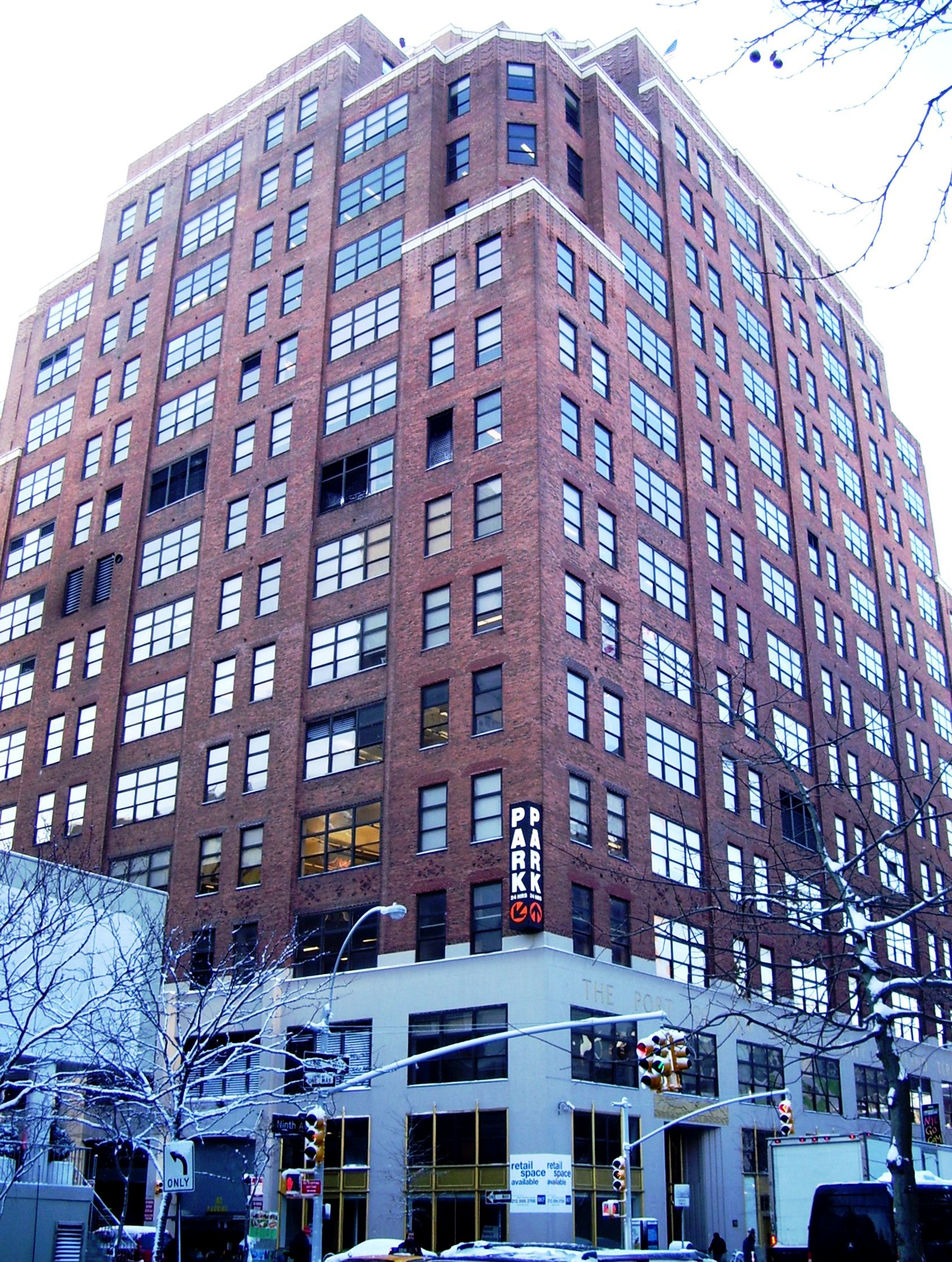
111 Eighth Avenue, der frühere Inland Terminal #1 – hier das von der Ninth Avenue aus gesehen, zu der sich dieses Gebäude erstreckt, da es einen ganzen Block umfasst.

## Erscheinungsbild
Nördlich des Lincoln Square, wo die Konzernzentrale der American Broadcasting Company (ABC) in einer Gruppe sanierter und neuer Gebäude untergebracht ist, verläuft die Columbus Avenue durch den Central Park West Historic District von der 67th/68th Street bis zur 89th Street. In diesem Abschnitt präsentiert sie sich in einem einheitlichen Straßenbild aus 5- bis 7-stöckigen Mietshäusern mit Ziegel- und Sandsteinfassaden und dezenten neuromanischen bzw. Italianate-Elementen. Die Gebäude werden in der Mitte jedes Blocks durch sehr schmale Zugangswege voneinander getrennt. Die architektonische Einheit dieses Straßenabschnitts kam auch dadurch zustande, dass bei der Erbauung der Gebäude nur wenige Bauträger beteiligt waren, die immer wieder dieselben Gestaltungslinien umsetzten. Daneben gibt es an der Ninth Avenue auch einige Apartmenthäuser, die im großzügigen Maßstab vor dem Ersten Weltkrieg errichtet wurden. Weiter zu erwähnen sind das ehemalige Endicott Hotel sowie ein Block mit Büros von McKim, Mead, and White an der 72nd Street.

## Viertel und Institutionen
Entlang der Ninth Avenue finden sich verschiedene Viertel wie der Meatpacking District, Chelsea, Hell’s Kitchen, die Upper West Side oder Morningside Heights. Auch finden sich entlang der Ninth Avenue neben einem Krankenhaus (Roosevelt Hospital) Bildungsinstitutionen wie die Fordham University oder das John Jay College of Criminal Justice. Kulturelle Höhepunkte sind das Lincoln Center for the Performing Arts, das Alvin Ailey American Dance Theater und das American Museum of Natural History. Es gibt auch verschiedene kirchliche Institutionen an der Ninth Avenue wie die Church of St. Paul the Apostle, die Church of the Holy Apostles und die Holy Apostles Soup Kitchen.

## Verkehr
Verkehrstechnisch sind insbesondere der größte Busbahnhof von New York City, der Port Authority Bus Terminal, auf Höhe der 41st Street und die einzige U-Bahn-Station an der Ninth Avenue von Bedeutung: die „66th Street–Lincoln Center“ (IRT Broadway–Seventh Avenue Line). Ab dem 19. Jahrhundert verkehrte über der Ninth Avenue eine Hochbahn – die Ninth Avenue Elevated. Sie wurde am 1. April 1903 durch die Interborough Rapid Transit Company (IRT) übernommen. Als 1940 die  Stadt New York die IRT übernahm, wurde der Betrieb der Ninth Avenue Elevated eingestellt und die Hochbahn demontiert.

## Aufwertung der Ninth Avenue
Der frühere Präsident der Vereinigten Staaten Bill Clinton initiierte ein Projekt, um die Ninth Avenue auf Höhe des Viertels Hell’s Kitchen wiederzubeleben.

## Ninth Avenue in der Popkultur
In der Fernsehshow Seinfeld basiert die Straßenkulisse, die für die meisten Straßenszenen genutzt wurde, auf dem Erscheinungsbild der Columbus Avenue.